# 巴西社会党
巴西社会党（葡萄牙語：Partido Socialista Brasileiro，PSB）是一个创建于1947年的巴西社会民主主义政党，1965年该党被军人政权当局废除，1985年重新建立。2010年社会党成员当选有六名州长，在州长数量上位居第二，仅次于巴西民主運動黨和巴西社会民主党。目前在巴西众议院拥有34席排名第七，在参议院拥有三个席位。
该党原是中間偏左选举联盟成员，但2014年該黨轉為反對黨，先是提名了伯南布哥州州長愛德華多·坎波斯 (角逐總統，後因於飛機失事中喪生，8月該黨改提名貝多原競選副手環境保護運動家玛琳娜·席尔瓦為總統候選人。貝多（Beto Albuquerque）為副總統候選人，該黨目前訴求低通漲、高增長、高福利保障與可持續發展政策，並支持商業發展。

## 历史

### 起源
巴西社會黨起源於1945年創建的巴西國家民主聯盟，訴求透過國家認同與保衛民主漸進地推動社會主義，屬於民主社會主義政黨。這個主張使它與國家民主聯盟本身的市場經濟理念和巴西共產黨的集權社會主義路線都有所區別。由於國家民主聯盟後來日益右傾且與軍方合作，導致了1947年的分裂。分裂後建黨的巴西社會黨維持原溫和左派路線，以與主要中左翼政黨巴西勞工黨和左翼的巴西共產黨相區別。
1964年，巴西社會黨支持的總統若昂·古拉特被軍事政變推翻，所有政黨遭軍方解散，直到1985年軍事政權垮台，該黨重建，但部分黨員加入新成立的中間派巴西民主工黨。

### 軍政府結束後
巴西社會黨于1989年大選支持巴西勞工黨的總統候選人盧拉，且在1994年首度贏得兩席州長席位，勢力大增。2000年里約熱內盧市長Anthony Garotinho曾加入該黨，在2002年大選贏得約18%的選票。2006年的大選中，該黨進一步贏得三州州長席次，和27席眾議院席次。2010年選舉該黨又取得進展，州長席次增為6席，眾院席次增為34席，另在81席的參議院擁有3席。
2013年放棄支持羅賽芙（Dilma Rousseff）的中左翼勞工黨政府，愛德華多·坎波斯以「第三陣營」代表參選，試圖打破近20年來由巴西勞工黨與巴西社會民主黨兩黨操控及主導巴西政壇的兩大政治聯盟勢力。2014年8月13日，其乘坐的私人飛機Cessna 560XL在巴西發生意外事故墜毀，機上7名人員全部遇難，坎波斯享年49歲，引起巴西政壇震驚。 瑪麗娜·席爾瓦接替他成為社會黨總統候選人，民望一度壓倒巴西社會民主黨候選人阿埃西奧·內維斯。
2014年巴西總統選舉，瑪麗娜·席爾瓦在第一輪投票落敗，巴西社會黨在第二輪投票支持中間派巴西社會民主黨的總統候選人阿埃西奧·內維斯。